# Given Singuluma
Given Singuluma (ur. 19 lipca 1986 w Rufunsie) – zambijski piłkarz grający na pozycji napastnika.

## Kariera klubowa
Karierę piłkarską Singuluma rozpoczął w klubie National Assembly, pochodzącego ze stolicy kraju, Lusaki. W 2006 roku został członkiem pierwszego zespołu i wtedy też zadebiutował w jego barwach w rozgrywkach zambijskiej Premier League. Po 2 latach gry w tym klubie odszedł do Bay United, grającego w południowoafrykańskiej lidze, Premier Soccer League. Piłkarzem Bay United był przez pół roku.
Na początku 2009 roku Singuluma został piłkarzem TP Mazembe z Demokratycznej Republiki Konga. W 2009 roku wywalczył z nim mistrzostwo kraju, a w listopadzie wystąpił w finałowych spotkaniach Ligi Mistrzów z nigeryjskim Heartland FC. TP Mazembe przegrało w Nigerii 1:2, a na własnym stadionie zwyciężyło 1:0 i po raz trzeci w swojej historii zdobyło Puchar Mistrzów Afryki. W latach 2018–2019 grał w Buildcon FC.

## Kariera reprezentacyjna
W reprezentacji Zambii Singuluma zadebiutował w 2006 roku. W 2010 roku został powołany do kadry na Puchar Narodów Afryki 2010. Od 2006 do 2017 rozegrał w niej 34 mecze i strzelił 6 goli.